# Matis

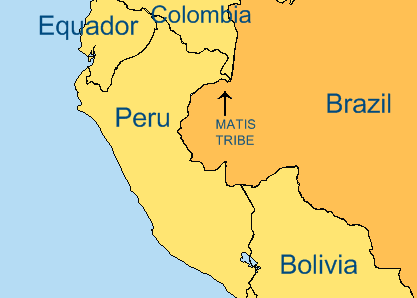
Position des Siedlungsgebietes der Matis

Die Matis sind ein indigenes Volk Brasiliens, das ungefähr 300 Mitglieder umfasst, die in zwei getrennten Dörfern leben. Sie leben von der Jagd und von der Pflanzenproduktion. 

## Geographie
Ihr Siedlungsgebiet liegt im Javari-Tal (Vale do Javari), dem 2001 geschaffenen Terra Indígena do Vale do Javari, einem großen indigenen Gebiet im Nordwesten Brasiliens in der Nähe der peruanischen Grenze.

## Erstkontakt
In den Jahren 1975–1976 wurden die Matis erstmals von der brasilianischen Organisation zum Schutz der indigenen Bevölkerung FUNAI kontaktiert. Doch erst 1978 gelang es Angestellten der FUNAI, die damals fünf Dörfer der Matis zu besichtigen. Der Kontakt mit Angestellten der FUNAI und den als Übersetzer fungierenden Marubo, sowie das Eindringen von Holzfällern in das Gebiet der Matis hatten verheerende Folgen für die Matis. Mangels natürlicher Abwehrkräfte und ohne Medikamente gegen „westliche“ Krankheiten, verringerte sich ihre Bevölkerungszahl von schätzungsweise mehreren hundert Ende der 1970er Jahre auf nicht mehr als 87 Personen im Jahre 1983. Im Jahre 1985 gab es nur noch sieben Matis, die älter als 40 Jahre waren. Die Matis sagen, dass zeitweise nicht genügend Leute zur Verfügung standen, die gesund genug waren, um die Toten zu beerdigen. Drei der ehemals fünf Dörfer sind heute verlassen und werden nur gelegentlich besucht, um die Obstbäume abzuernten.

## Sprache
Die Sprache Matís (ISO-Code: mpq) gehört zur Familie der Pano-Sprachen.

## Kultur

### Nahrungserwerb und Landwirtschaft
Die Matis leben in erster Linie von der Jagd und den Früchten des Waldes und der Steppe. Sie betreiben nebenbei etwas Gartenbau in Brandrodung. Für die Jagd benutzen sie vier Meter lange Blasrohre und in Curare eingetauchte Pfeile. Damit können sie bis zu einer Entfernung von 30 Metern genau treffen. Sie fangen auch Tiere in Gruben und Fallen. Sie jagen Halsbandpekaris, Weißbartpekaris, Tapire, Faultiere, Klammeraffen, Wollaffen, Springaffen, Tamarine, Alligatoren, Aras und diverse Hühnervögel. Außer der Jagd betreiben die Matis auch Fischfang. Dazu benutzen sie eine Pflanze namens Huaca, die sie mit Lehm vermengen und vergären. Durch Einbringen des so entstandenen Produkts in ein Gewässer, wie zum Beispiel ein See, verringert sich der Sauerstoffgehalt des Wassers und die Fische treiben an die Wasseroberfläche, wo die Matis sie einsammeln. Die Matis kennen viele Eigenschaften der Pflanzen des Dschungels einschließlich ihres medizinischen Gebrauchs.
Gartenbau wird auf durch Brandrodung geschaffenen wandernden Anbauflächen betrieben. Diese Anbauflächen werden nicht auf Dauer angelegt, sondern jedes angelegte Feld wird nur einmal bepflanzt. Jedes Feld wird mit verschiedenen Pflanzen bestellt, die sich über mehrere Jahre nach allen Seiten der kultivierten Fläche ausbreiten. Die wichtigsten Produkte dieser Pflanzungen sind Maniok, Bananen, Pfirsichpalmen und Mais. Die wichtigsten Früchte, die gesammelt werden, sind: die Früchte der Oenocarpus bataua, die Früchte der Buriti-Palme, Puna, Kakao und Cupuaçu.

### Körpergestaltung

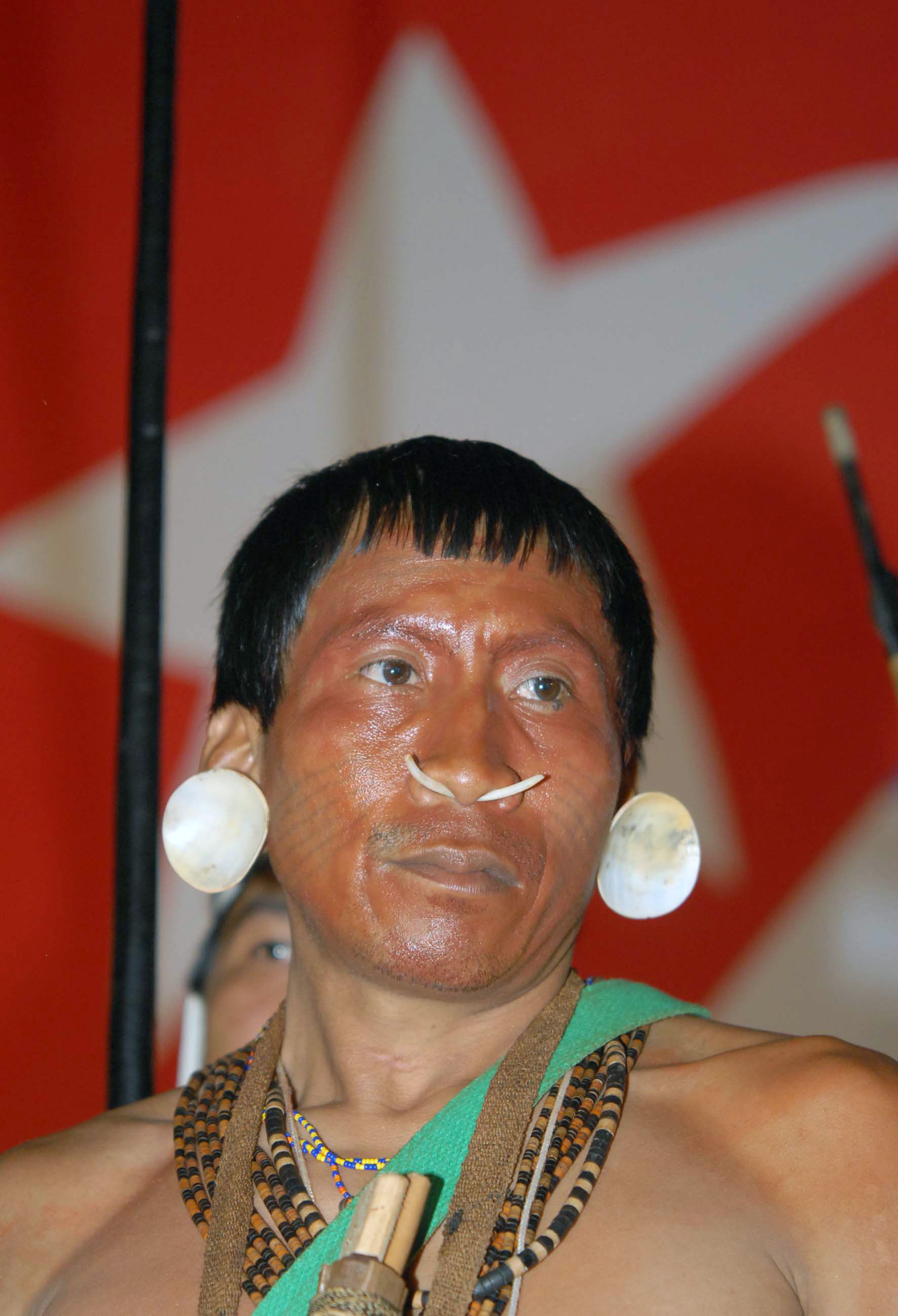
Matis mit Tawa und Detashkete beim Weltsozialforum 2009 in Belém

Angehörige der Matis tragen traditionell tätowierte Linien, sowie diverse Piercings im Gesicht. Dazu gehören geweitete Ohrlöcher, Septumpiercings in der Nasenscheidewand, verschiedene Formen des Labret-Piercings im Mundbereich und mehrere kleine Nostril-Piercings durch die Nasenflügel, die mit ihrem Schmuck an Schnurrhaare einer Katze erinnern. Zum Durchstechen werden in der Regel Stacheln der Pfirsichpalme verwendet. 
Die Gesichtsdekorationen und Tätowierungen sind Zeichen der Stammeszugehörigkeit und sollen dem Aussehen eines Jaguars ähneln, weshalb die Matis auch Jaguarmenschen genannt werden. Durchgeführt werden die einzelnen Verzierungen stufenweise in einer vorgegebenen Reihenfolge, abhängig von Alter, Geschlecht und Entwicklungsstadium des Mitglieds. Nachdem das Volk mit der westlichen Welt in Kontakt gekommen war, sind die Durchführung der traditionellen Körpermodifikationen und die Anzahl der einzelnen Piercings allerdings rückläufig.

#### Piercings
Die Kinder bekommen im Alter zwischen vier und fünf Jahren zunächst die Ohrläppchen durchstochen und einen Ohrstecker, den sogenannten Paut eingesetzt. Dieser wird im Laufe der Zeit mit Pflöcken verschiedener Größen geweitet. Hat das Loch einen Durchmesser von etwa 1,5 Zentimetern erreicht, wird eine Tawa, ein Pflock mit einer Scheibe, eingesetzt.
Im Alter von etwa acht Jahren werden den Kindern die ersten Nostril-Piercings gestochen, die sogenannten Demush. Sie werden im Laufe der Jahre um etwa zehn weitere auf jedem Nasenflügel erweitert und verleihen den Matis mit ihren eingesetzten schwarzen Nadeln die typische Ästhetik von Schnurrhaaren. Als weiterer Schritt wird den Stammesangehörigen die Nasenscheidewand durchstochen und ebenfalls schrittweise geweitet, um einen Detashkete, einen speziellen Holzpflock, einsetzen zu können. Die Männer ersetzen ihren Pflock später durch ein aus der Schale einer Flussmuschel gefertigtes Schmuckstück.
Während der Pubertät bekommen die Matis ihren Lippenschmuck eingesetzt, vergleichbar mit dem modernen Labret-Piercing. Dabei wird traditionell zwischen Schmuck bei Männern und Frauen unterschieden. Frauen tragen zentriert in der Unterlippe einen Kwiot – größeren Schmuck, meist aus hellem Holz –, während Männern dort nur selten und eher kleinerer Schmuck eingesetzt wird. Familienoberhäupter geben sich in der Regel durch Schmuck aus schwarzem Holz in dieser Stelle zu erkennen. Den Männern vorbehalten sind dafür die sogenannten Mananukit; zwei hoch gestochene Stäbchen aus schwarzem Palmholz in der Oberlippe, die im Gesicht jeweils links und rechts neben der Nase hervortreten und im Alter zwischen 16 und 20 Jahren gestochen werden.

#### Tätowierungen
Ein bis zwei Jahre nach dem Einsetzen des Kwiot in der Lippe, wenn die Matis als erwachsen gelten, bekommen sie im Gesicht auf beiden Seiten jeweils vier Linien tätowiert: zwei etwa zehn Zentimeter lange vertikale Linien von der äußeren Stirn über die Schläfen bis zu den Wangenknochen und sechs bis acht etwa 15 Zentimeter lange Linien schräg über die Wange, von der Nase bis etwa zum Oberkiefergelenk. Letztere können auch auf beiden Seiten unterschiedlicher Anzahl sein. Diese sogenannte Musha findet im Rahmen zweier Zeremonien statt und wird sowohl bei Jungen als auch Mädchen durchgeführt. Mehrere erwachsene Jugendliche bekommen zudem auch zwei horizontale Linien auf die Stirn tätowiert. Die Zeremonien mit den nächtlichen Tänzen können bis zu 14 Tage lang andauern und mehrere Wochen an Vorbereitungszeit beanspruchen. Zu den Feierlichkeiten werden pflanzliche Drogen konsumiert. Während der gesamten Zeit sollen zudem die Geister der Ahnen anwesend sein. 
Zum Tätowieren werden die Stacheln der Pfirsichpalme verwendet. Die schwarze Farbe wird aus Harz, Jenipapo, Mamon und Wisute sowie einem Gemisch aus speziellen verbrannten Pflanzenblättern gewonnen. Nach Abschluss der Tätowierung nehmen die Jugendlichen für gewöhnlich ein Bad, um das Blut vom Körper abzuwaschen, und ziehen sich daraufhin für fünf Tage aus der Gemeinschaft zurück.
Das Musha-Ritual wurde im späteren 20. Jahrhunderts von den Matis aufgegeben, jedoch 1986, nach etwa zehnjähriger Aussetzung, wieder aufgegriffen.